# Boulevard de la Liberté (Rennes)
Pour les articles homonymes, voir Boulevard de la Liberté.
Le boulevard de la Liberté est une voie de communication située à Rennes, en Bretagne.

## Situation et accès
Le boulevard de la Liberté commence avenue Jean-Janvier et se termine à la jonction du boulevard de la Tour d'Auvergne et la place de Bretagne. Au sein du quartier Centre, il délimite les sous-quartiers centre-ville et Colombier.

## Historique
Le boulevard de la Liberté marque les limites de Rennes au XVe siècle.
Le projet est réalisé en 1855, en remplacement d'un ancien canal qui bordait les remparts de la ville. Les travaux furent réalisés avec les déblais de la construction de la gare.

## Bâtiments remarquables et lieux de mémoire
- No 8 : École Liberté
- No 22 : Temple de l'Église Protestante Unie de Rennes

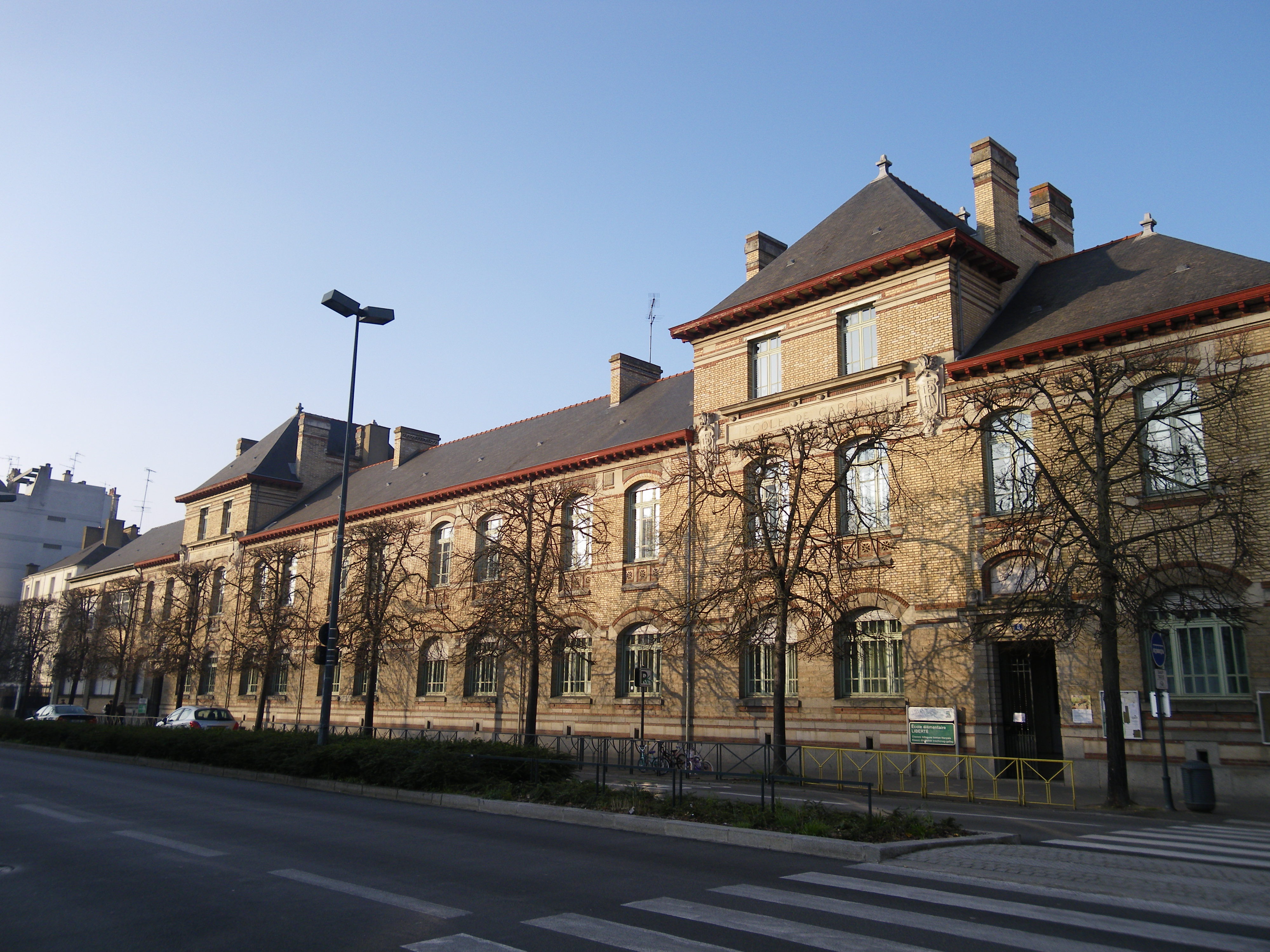
École élémentaire Liberté
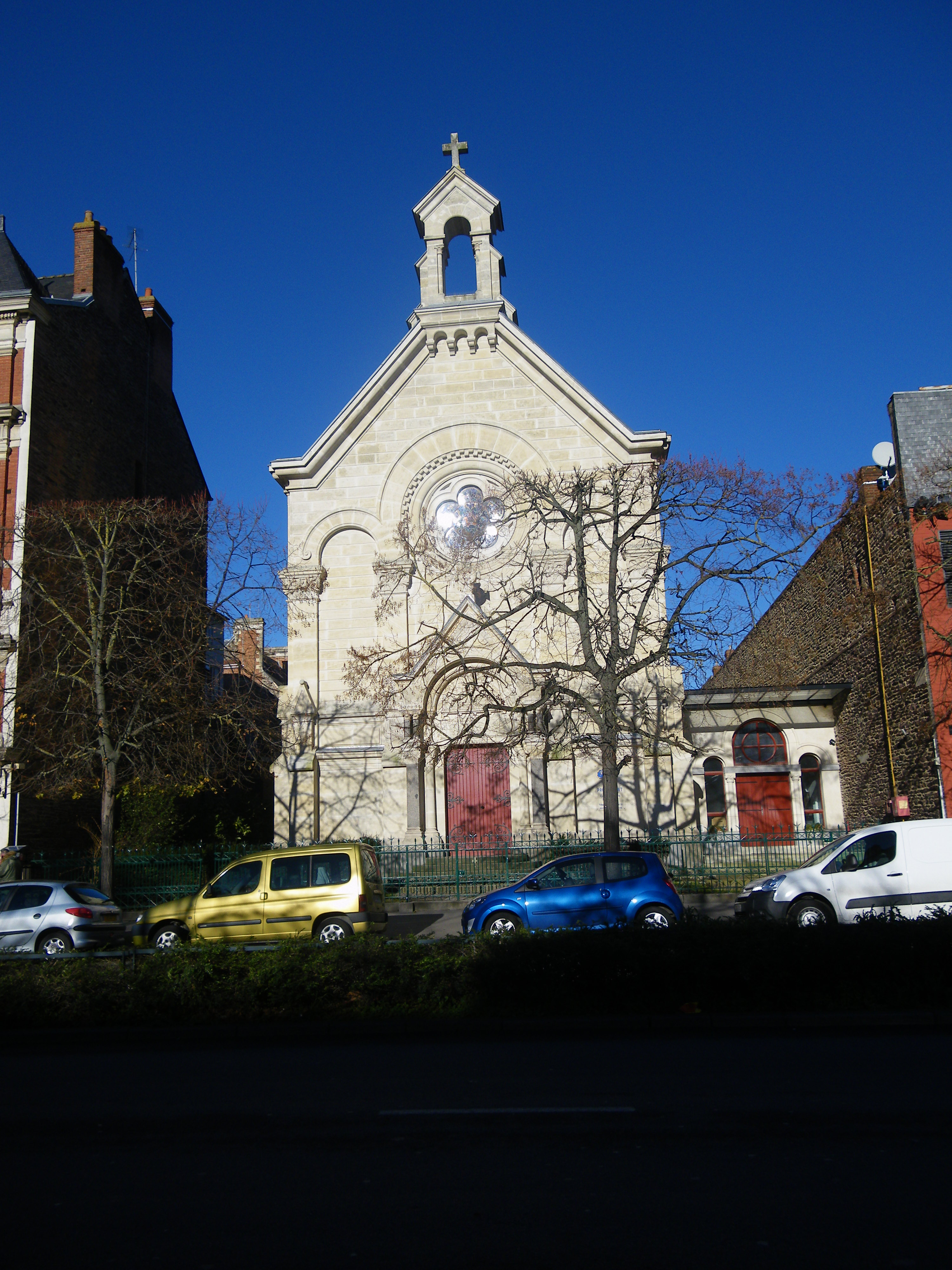
Temple protestant de Rennes
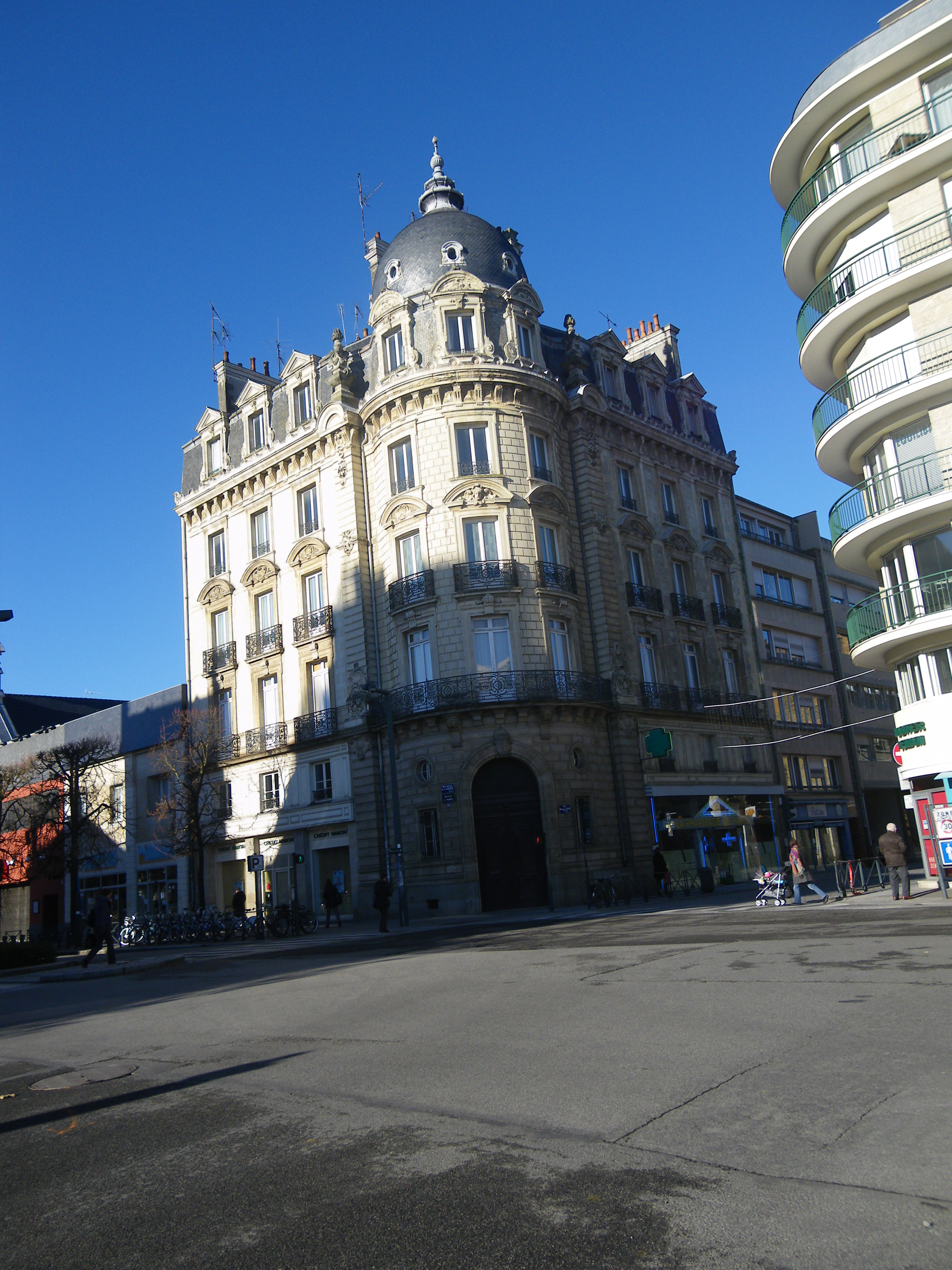
Immeuble du boulevard de la Liberté